# Prêmio Platino de Melhor Minissérie ou Telessérie
O Prêmio Platino de Melhor Minissérie ou Telessérie é uma das categorias dos Prêmios Platino de Cinema Ibero-Americano apresentados anualmente pela Entidad de Gestión de Derechos de los Productores Audiovisuales (EGEDA) e pela Federación Iberoamericana de Productores Cinematográficos y Audiovisuales (FIPCA). A categoria foi apresentada pela primeira vez no 4º Prêmio Platino em 2017, expandindo as categorias de filmes para produções televisivas. A série policial espanhola Quatro Estações em Havana foi a primeira a receber o prêmio.
A série argentina El marginal detém o recorde de maior número de indicações, com três, seguida por Narcos: México e El Ministerio del Tiempo, com duas cada. A Netflix detém o recorde de maior número de vitórias na categoria, com três dos sete vencedores vindos do serviço de streaming.

## Vencedores

### Década de 2010
| Ano  | Título em Português          | Título Original                | País      | Rede                  |
| ---- | ---------------------------- | ------------------------------ | --------- | --------------------- |
| 2017 | Quatro Estações em Havana    | Cuatro estaciones en La Habana | Espanha   | Netflix               |
| 2017 | Bala Loca                    | Bala Loca                      | Chile     | Chilevisión           |
| 2017 | El Marginal - O Cara de Fora | El marginal                    | Argentina | TV Pública            |
| 2017 | O Ministério do Tempo        | El Ministerio del Tiempo       | Espanha   | La 1                  |
| 2017 | Velvet - Costuras do Amor    | Velvet                         | Espanha   | Antena 3              |
| 2017 | La niña                      | La niña                        | Colômbia  | Caracol               |
| 2018 | O Ministério do Tempo        | El Ministerio del Tiempo       | Espanha   | La 1                  |
| 2018 | El Maestro                   | El Maestro                     | Argentina | El Trece              |
| 2018 | Um Galo Para Esculápio       | Un gallo para Esculapio        | Argentina | Telefe                |
| 2018 | As Telefonistas              | Las chicas del cable           | Espanha   | Netflix               |
| 2018 | Velvet Colección             | Velvet Colección               | Espanha   | #0 por Movistar Plus+ |
| 2019 | Arde Madrid                  | Arde Madrid                    | Espanha   | Movistar Plus+        |
| 2019 | El Marginal - O Cara de Fora | El marginal                    | Argentina | TV Pública            |
| 2019 | A Casa das Flores            | La Casa de las Flores          | México    | Netflix               |
| 2019 | Narcos: México               | Narcos: Mexico                 | México    | Netflix               |

### Década de 2020
| Ano  | Título em Português                                   | Título Original            | País                | Rede        |
| ---- | ----------------------------------------------------- | -------------------------- | ------------------- | ----------- |
| 2020 | La casa de papel                                      | La casa de papel           | Espanha             | Netflix     |
| 2020 | El Marginal - O Cara de Fora                          | El marginal                | Argentina           | TV Pública  |
| 2020 | Monzón - Punhos Assassinos                            | Monzón                     | Argentina           | Space       |
| 2020 | Distrito Selvagem                                     | Distrito Salvaje           | Colômbia            | Netflix     |
| 2021 | Patria                                                | Patria                     | Espanha             | HBO Europe  |
| 2021 | Alguém Tem que Morrer                                 | Alguien tiene que morir    | México              | Netflix     |
| 2021 | O Roubo do Século                                     | EL ROBO DEL $IGLO          | Colômbia            | Netflix     |
| 2021 | Antidistúrbios                                        | Antidisturbios             | Espanha             | Movistar+   |
| 2022 | El reino                                              | El reino                   | Argentina           | Netflix     |
| 2022 | Isabel: A História Íntima da Escritora Isabel Allende | Isabel                     | Chile               | Mega        |
| 2022 | Luis Miguel - A Série                                 | Luis Miguel: la serie      | México              | Netflix     |
| 2022 | Narcos: México                                        | Narcos: Mexico             | México              | Netflix     |
| 2023 | Notícia de um Sequestro                               | Noticia de un Secuestro    | Colômbia · Chile    | Prime Video |
| 2023 | Santa Evita                                           | Santa Evita                | Argentina           | Star+       |
| 2023 | El Encargado                                          |                            | Argentina           | Star+       |
| 2023 | Iosi, o Espião Arrependido                            | Iosi, el espía arrepentido | Argentina · Uruguai | Prime Video |